# Виктор Гьокереш
Виктор Гьокереш (на шведски: ˈviktor ˈʏokɛrɛs) е шведски футболист, който играе като нападател за английския „Арсенал“ и за шведския национален отбор.

## Клубна кариера

### Аспуден-Телус
Роден и израснал в Стокхолм, Гьокереш започва да играе футбол на петгодишна възраст в местния клуб „Аспуден-Телус“.

### Бромапойкарна
Гьокереш подписва за „Бромапойкарна“ от „Аспуден-Телус“ през 2013 г., на 14-годишна възраст. Той напредва през младежките отбори и прави своят дебют две години по-късно. Отбелязва първия си гол за клуба на 20 август 2015 г. при победата с 3:0 в Купата на Швеция над ИФ „Силвия“. На следващата година, когато клубът изпадва в предишния сезон, Гьокереш вкарва седем гола, за да помогне на „Бромапойкарна“ да си осигури промоция обратно в Суперетан. По-късно той помага на „Бромапойкарна“ да стигне до полуфиналите на Купата на Швеция, когато вкарва победния гол на четвъртфиналите срещу отбора от най-високата дивизия „Елфсборг“. „Бромапойкарна“ обаче не може да продължи напред заради загубата с 4:0 от „Норшьопинг“ в следващия кръг.
На 6 септември 2017 г., след като вкарва 10 гола в лигата по това време, Гьокереш подписва договор за две години и половина с отбора от Висшата лига „Брайтън“, като сделката трябва да бъде изпълнена в края на сезона на Суперетан. Той завършва сезона с 13 гола от 29 мача в лигата, включително хеттрик в последния ден, когато „Бромапойкарна“ си осигурява промоция в „Алсвенскан“ като шампион на лигата.

### Брайтън
Гьокереш се присъединява официално към „Брайтън“ на 1 януари 2018 г. и започва да тренира с отбора до 23-годишна възраст. Той прави своя дебют за клуба на 28 август, започвайки при поражение с 1:0 от „Саутхямптън“ в Карабао Къп. На 26 януари 2019 г. Гьокереш прави своя дебют за ФА Къп като смяна в равенство 0:0 у дома срещу „Уест Бромич Албиън“.
През юли 2019 г. той отива под наем в германския втородивизионен отбор „Санкт Паули“ за сезон 2019–20. В първия си мач за „Санкт Паули“ той прави своя дебют като смяна в равенството 1:1 като гост срещу „Арминия“ (Билефелд). Гьокереш вкарва първия си гол за „Санкт Паули“ на 29 септември, отбелязвайки втория при домакинска победа с 2:0 над „Зандхаузен“.
На 17 септември 2020 г. Гьокереш вкарва първия си гол за „Брайтън“ при победата с 4:0 срещу „Портсмут“ в Карабао Къп. На 2 октомври 2020 г. Гьокереш се присъединява към „Суонзи Сити“ под наем за остатъка от сезон 2020/21. Той дебютира ден по-късно, влизайки като резерва при домакинската победа с 2:1 над „Милуол“. Вкарва първия си гол за клуба на 9 януари 2021 г., отбелязвайки втория при победата с 2:0 като гост над „Стивънидж“, изпращайки „Суонзи“ до четвърти кръг на ФА Къп. Той е извикан обратно от „Брайтън“ на 14 януари 2021 г.

### Ковънтри Сити
Гьокереш се присъединява към „Ковънтри Сити“ под наем на 15 януари 2021 г. Той прави своя дебют четири дни по-късно, започвайки и играейки 59 минути от загубата като гост с 3:0 от „Рединг“. Вкарва при първата си поява като титуляр в крайната победа с 2-0 над „Шефилд Уензди“ на 27 януари, първият му гол в лигата в английския футбол.
Той се завръща в „Ковънтри Сити“ с постоянен договор на 9 юли 2021 г., след като подписва тригодишен договор. Гьокереш отбелязва в първия мач на „Ковънтри“ за сезон 2021 – 22 на Чемпиъншип на 8 август, при победа с 2:1 над „Нотингам Форест“ в първия домакински мач на „Ковънтри“ от април 2019 г. след споделяне на терена с „Бирмингам Сити“. Гьокереш вкарва 17 гола в 45 мача за „Ковънтри“ през сезон 2021 – 22.
През сезон 2022 – 23 на Чемпиъншип той е обявен за играч на месеца през ноември, след като отбелязва четири гола в четири мача, извеждайки „Ковънтри“ до четири поредни победи през този период. Три гола и три асистенции му помагат да спечели наградата за втори път през март 2023 г.

### Спортинг Лисабон
На 13 юли 2023 г. Гьокереш подписва петгодишен договор с португалския „Спортинг Лисабон“, който плаща рекордна клубна трансферна такса от 20 милиона евро (плюс 4 милиона евро в бонуси) за него. „Ковънтри“ също запазва 10 до 15% от бъдещ трансфер, а клаузата за освобождаване е определена на 100 милиона евро.

### Арсенал
На 26 юли 2025 г. Гьокереш подписва петгодишен договор с „Арсенал“ за 55 милиона паунда.

## Национален отбор

### Младежки отбор
Гьокереш играе за младежкия национален отбор на Швеция под 19 и под 21 години. Участва редовно за Швеция в националната квалификационна кампания за Европейското първенство на УЕФА за младежи до 19 г. през 2017 г., по време на което отбеляза два гола, включително победния гол срещу Италия, за да помогне на Швеция да се класира за турнира за първи път. След това той е избран за отбора, който участва в турнира в Грузия, и вкарва и в трите мача от групите на Швеция, но не успява да помогне на нацията да премине към елиминационните фази на турнира. Неговото завръщане с три гола по-късно го кара да сподели наградата „Златна обувка“ с англичаните Бен Бреретон и Райън Сесеньон и нидерландеца Жоел Пиру.

### Първи отбор
На 8 януари 2019 г. Гьокереш прави своя международен дебют за мъжкия национален отбор по футбол на Швеция при загуба с 0:1 срещу Финландия. Три дни по-късно Гьокереш вкарва първия си гол за Швеция при равенство 2:2 срещу Исландия. През октомври 2021 г., след като вкарва 9 гола в 11 мача в Чемпиъншип за Ковънтри, Гьокереш е повикан в националния отбор на Швеция на мястото на Златан Ибрахимович, за да се изправи срещу Косово и Гърция за квалификациите за Световното първенство през 2022 г. На 16 октомври 2023 г. Гьокереш дава преднина на Швеция от 15 минути, преди Ромелу Лукаку да изравни в мач като гост срещу Белгия, когато квалификацията за Евро 2024 на УЕФА е прекратена на полувремето след фатална стрелба в Брюксел, свързана с ислямисти, при която загиват двама шведи извън стадиона.
На 16 ноември 2024 г. той вкарва първия гол при победата с 2:1 срещу Словакия, помагайки на Швеция да спечели промоция в Лига Б на Лигата на нациите. Три дни по-късно Гьокереш вкарва четири гола при домакинската победа над Азербайджан с 6:0 в Лигата на нациите, завършвайки първия си международен хеттрик в процеса.